# Jakubovice (Dolní Čermná)
Jakubovice (německy Jokelsdorf) je malá vesnice, část městyse Dolní Čermná v okrese Ústí nad Orlicí. Nachází se asi 2,5 km na jih od Dolní Čermné. V roce 2009 zde bylo evidováno 43 adres. V roce 2001 zde trvale žilo 120 obyvatel.
Jakubovice je také název katastrálního území o rozloze 3,52 km2.

## Historie
První písemná zmínka o obci pochází z roku 1304.

## Pamětihodnosti
- Socha P. Marie Pomocné
- Socha Nejsvětější Trojice stojí při silnici z Čermné na Mariánskou horu

## Galerie

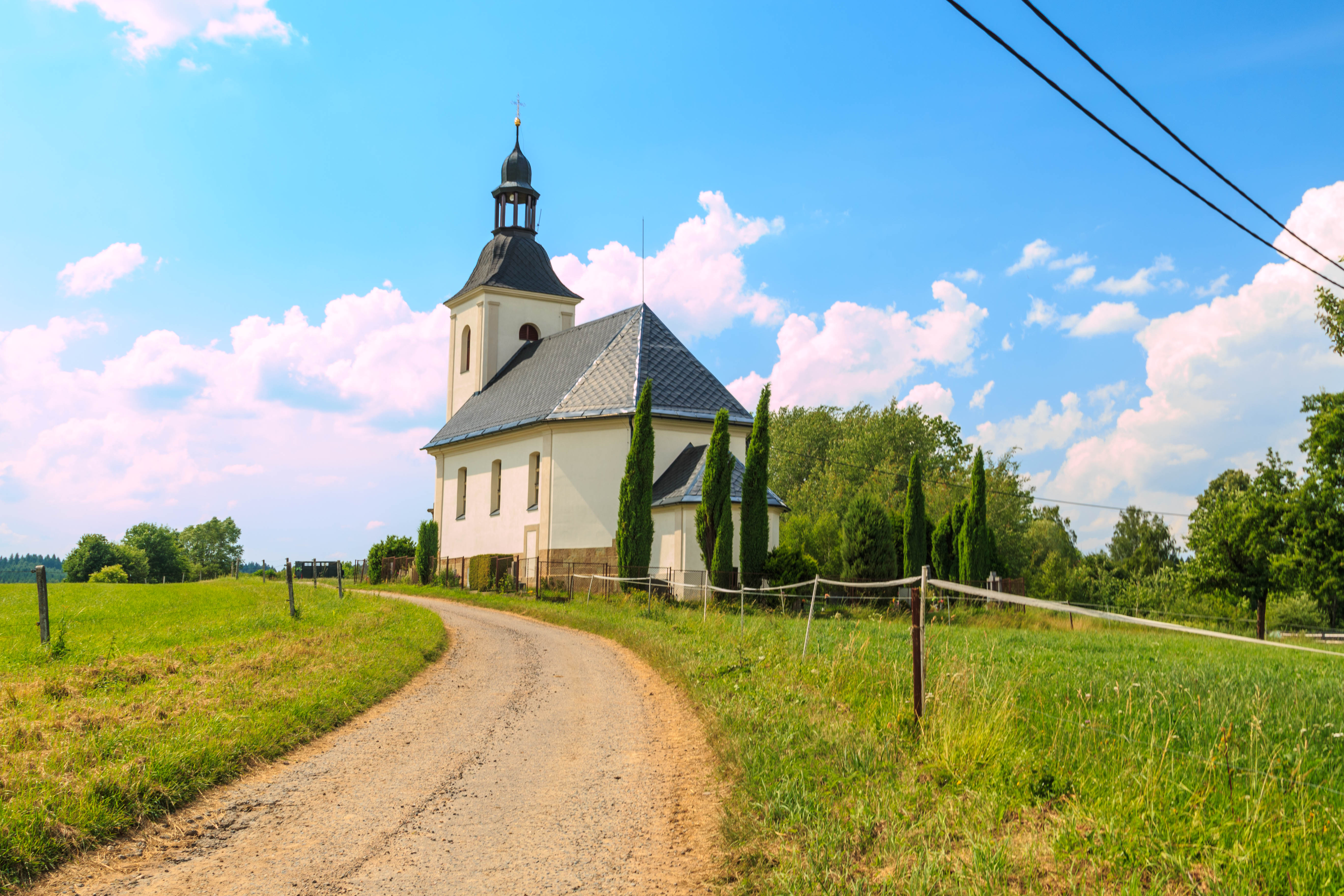
Jakubovice u Dolní Čermné - kostel
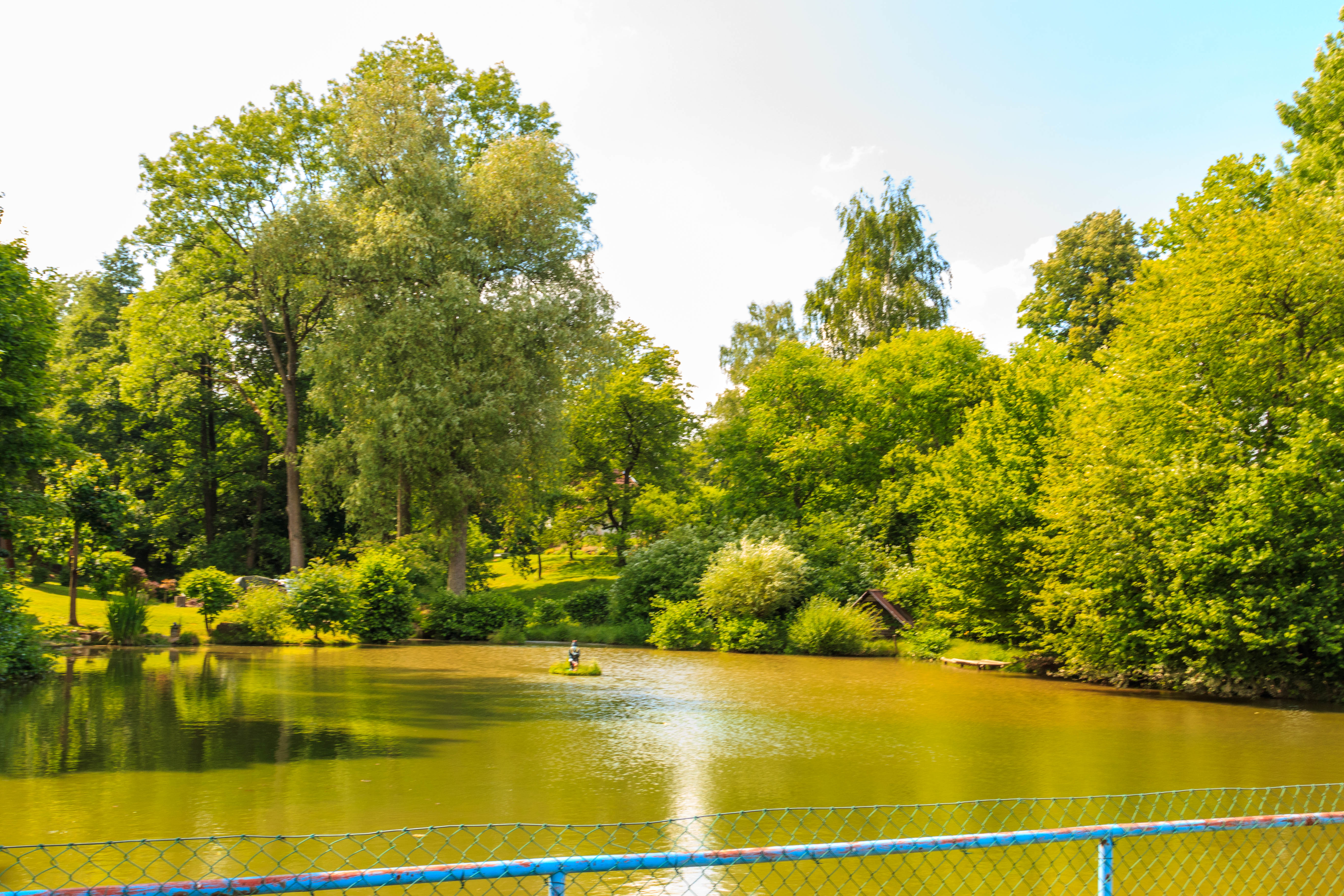
Jakubovice u Dolní Čermné - návesní rybníček
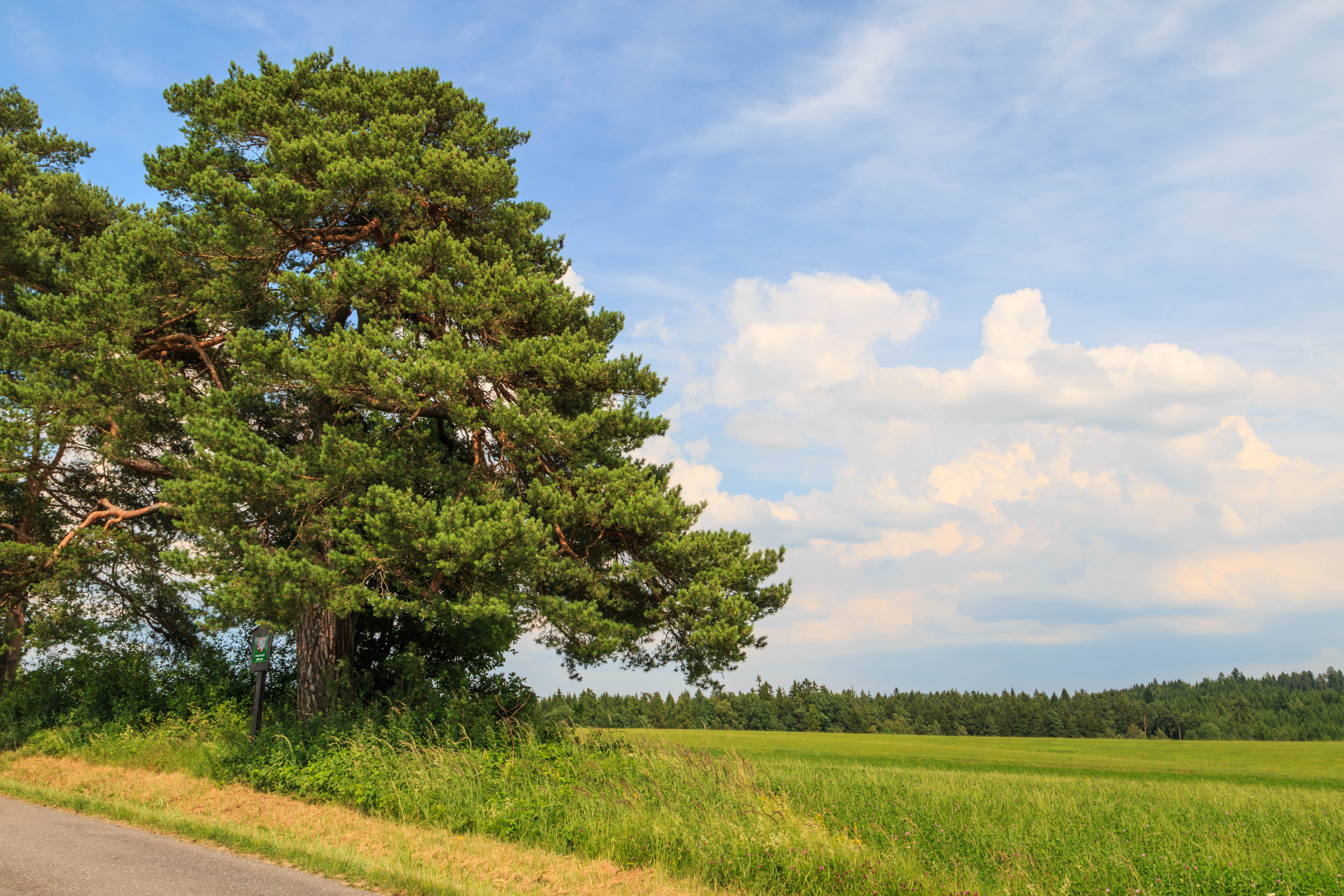
Památné borovice u Jakubovic
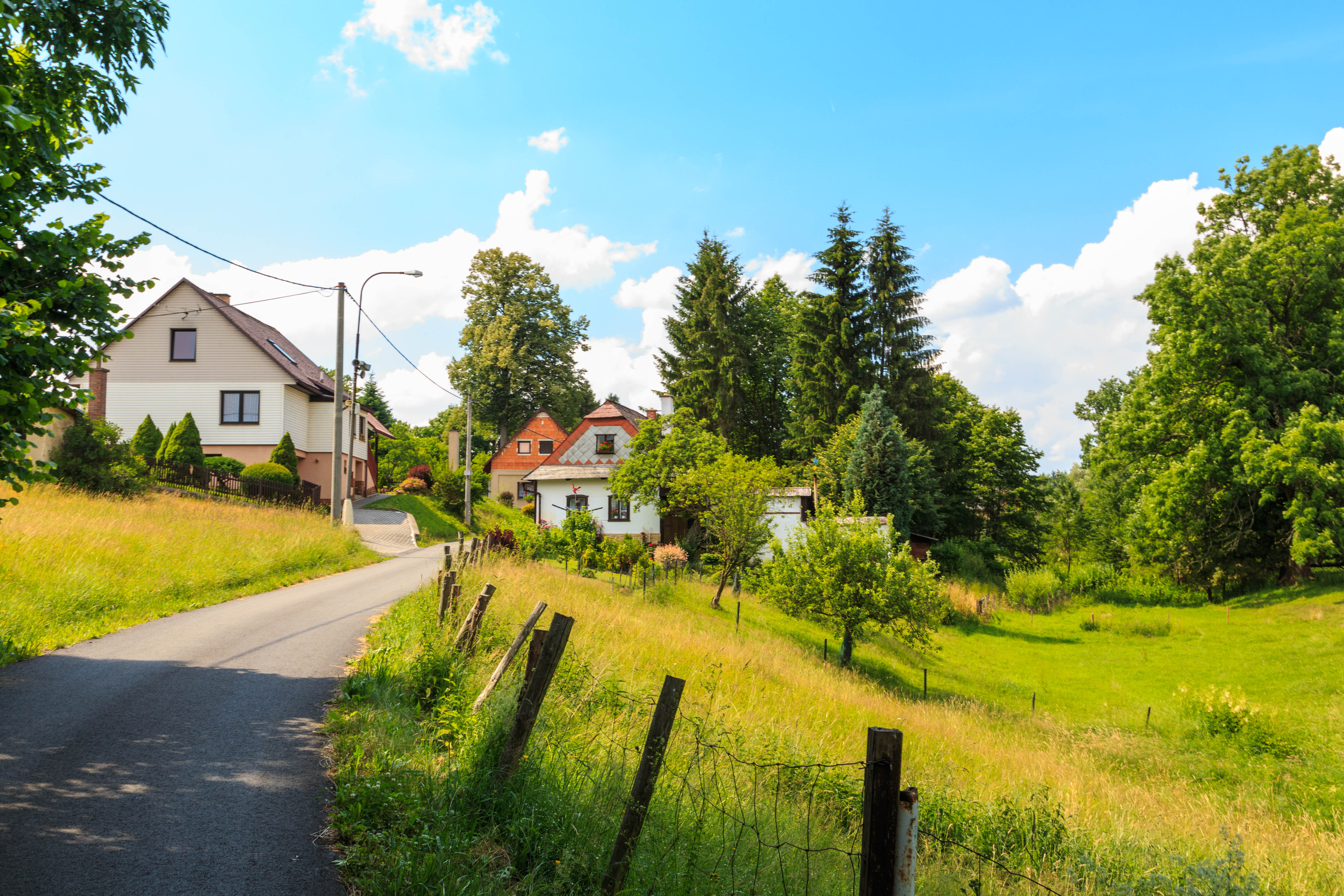
Jakubovice u Dolní Čermné - dům čp. 4